# Вышние Пены
Вышние Пены — село в Ракитянском районе Белгородской области. Административный центр Вышнепенского сельского поселения.

## География
Село расположено в западной части Белгородской области, на левом берегу реки Пены. В окрестностях имеется несколько населённых пунктов с перекликающимися названиями, например, парное Нижние Пены (ниже по руслу Пены), Верхопенье — в соседнем Ивнянском районе (у истока Пены), Пены — в соседней Курской области.

## История

### Происхождение названия
Свое название село берет от реки Пены, на высоком левом берегу которой расположено.

### Исторический очерк
До конца XVIII века «Хотмыжского уезда деревня Вышнея Пены (Вышения Хотмынка)…» не являлась владельческой, то есть крестьяне не находились в крепостной зависимости. Известно, что проживал в ней в то время однодворец Пахом Никифоров Бартников (Бортников). Вдоль реки Пены располагались «сенные дачи» карповских и хотмыжских однодворцев, а также охотничьи и бортнические угодья (отсюда и фамилия первых поселенцев - Бортников).
До 1861 года село принадлежало помещику Загорскому.
Упомянуты Вышние Пены и в т. 2 кн.«Россия...» (СП б . 1902): «... По всеобщей переписи 1897 года в городе (Богатом) оказалось всех 450 жителей. Но если присоединить к нему близкие села Вышние Пены и Богатинское (Венгеровку), то поселение превзойдет 3000 жителей».
С лета по декабрь 1918 года село было оккупировано германскими войсками.
С августа по декабрь 1919 года — войсками Добровольческой армии (корниловские части).
В 1929 году из 30 бедняцких хозяйств (8 процентов от общего числа дворов) организован колхоз «Красный моряк», в 1957 году – колхоз  «Рассвет».  Вышние Пены – одно из немногих сел района, подвергшихся массовому раскулачиванию и репрессиям.
К началу 1930-х годов село уже именовали — Верхние Пены. В Ракитянском районе был Верхие-Пенский сельский Совет — всего из двух населенных пунктов: большого села Верхние Пены (в 1932 г. — 3434 жителей) и хутора Красный (202 жителя). Позже вернулись к прежнему имени: Вышние Пены.
С 1950-х годов село Вышние Пены — в составе Вышнепенского сельсовета Ракитянского района.
В начале 1990-х годов в Вышних Пенах — центр колхоза «Рассвет» (в 1992 году 371 колхозник), занятого растениеводством и животноводством.

## Население
| 2002 | 2010 | 2012 | 2013 | 2014 | 2015 | 2016 | 2017 | 2018 |
| ---- | ---- | ---- | ---- | ---- | ---- | ---- | ---- | ---- |
| 930  | ↘904 | ↘903 | ↗930 | ↗956 | ↘952 | ↘948 | ↗964 | ↘939 |
| 2019 | 2020 | 2021 |      |      |      |      |      |      |
| ↘922 | ↗927 | ↘828 |      |      |      |      |      |      |

Перепись 1882 года отмечала: «Вышния Пены (Вышняя Хотмынка тож) — 239 домохозяев, 1682 жителя (853 муж. и 839 жен. пола), грамотных 69 мужчин и 2 мальчика учились в школе.
В 1979 году в селе было 1251 житель, в 1989 году — 972 (411 мужчин и 561 женщин).

## Интересные факты
- До XXI века в селе Вышние Пены (и соседнем ему, с парным названием Нижние Пены) сохранилась традиция исполнения самобытного хороводного пляса под названием танок[15].

## Внешние ссылки
- Статья в белгородской прессе о кулинарных традициях села Вышние Пены